# Želovce
Želovce (1973–1980 slowakisch „Žeľovce“; ungarisch Zsély) ist eine Gemeinde im Süden der Slowakei mit 1154 Einwohnern (Stand 31. Dezember 2024). Sie gehört zum Okres Veľký Krtíš, einem Kreis des Banskobystrický kraj.

## Geographie

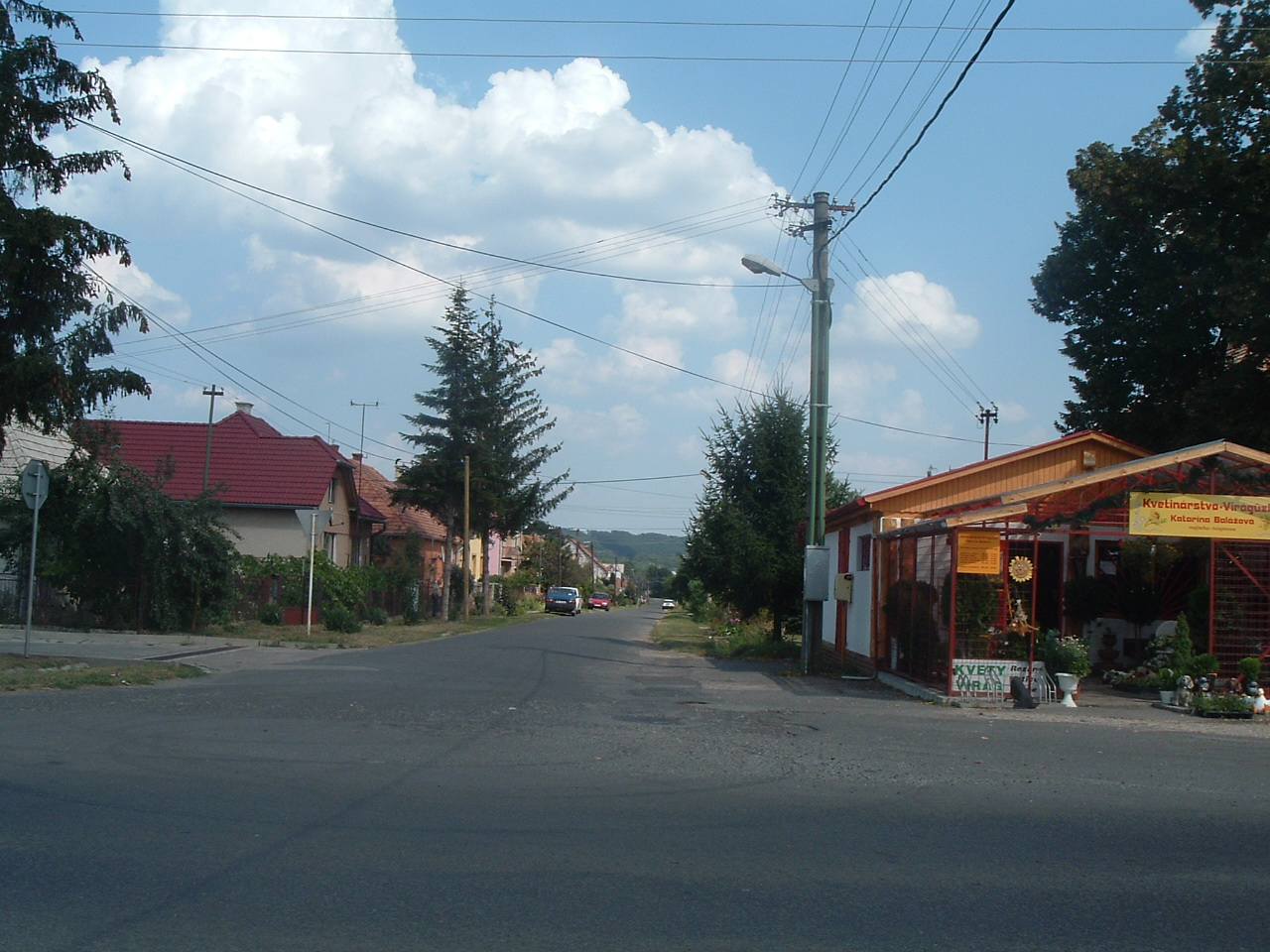
Straßenansicht

Die Gemeinde befindet sich im Talkessel Ipeľská kotlina, einer Untereinheit der Juhoslovenská kotlina, an der rechten Seite des Krtíš im Einzugsgebiet des Ipeľ, nahe der ungarischen Grenze. Das Ortszentrum liegt auf einer Höhe von 154 m n.m. und ist neun Kilometer von Balassagyarmat (H) sowie elf Kilometer von Veľký Krtíš entfernt.
Nachbargemeinden sind Sklabiná im Norden, Olováry im Nordosten, Kiarov im Osten, Vrbovka im Südosten und Záhorce im Süden und Westen.

## Geschichte
Der Ort wurde zum ersten Mal 1327 schriftlich erwähnt und entwickelte sich aus einer älteren slawischen Siedlung. Er gehörte anfangs zum Herrschaftsgut der Burg Hont, später zu jenem der Burg Divín. 1554–1593 war das Dorf von den Türken besetzt. 1828 zählte man 124 Häuser und 885 Einwohner, die in Landwirtschaft und Weinbau beschäftigt waren.
Bis 1918 gehörte der im Komitat Neograd liegende Ort zum Königreich Ungarn und kam danach zur Tschechoslowakei beziehungsweise heute Slowakei. Auf Grund des Ersten Wiener Schiedsspruchs lag er 1938–1944 noch einmal in Ungarn.

## Bevölkerung
| Jahr                | 1994 | 2004    | 2014    | 2024     |
| ------------------- | ---- | ------- | ------- | -------- |
| Anzahl der Personen | 1324 | 1314    | 1289    | 1154     |
| Unterschied         |      | −0,75 % | −1,90 % | −10,47 % |

| Jahr                | 2023 | 2024    |
| ------------------- | ---- | ------- |
| Anzahl der Personen | 1177 | 1154    |
| Unterschied         |      | −1,95 % |

Nach der Volkszählung 2011 wohnten in Želovce 1331 Einwohner, davon 1063 Slowaken, 175 Magyaren, drei Tschechen und zwei Roma; drei Einwohner waren anderer Ethnie. 85 Einwohner machten keine Angabe. 1088 Einwohner bekannten sich zur römisch-katholischen Kirche, 67 Einwohner zur evangelischen Kirche A. B, jeweils drei Einwohner zur evangelistischen Kirche und zur griechisch-katholischen Kirche und jeweils ein Einwohner zur apostolischen Kirche und zur orthodoxen Kirche; drei Einwohner waren anderer Konfession. 71 Einwohner waren konfessionslos und bei 94 Einwohnern wurde die Konfession nicht ermittelt.
Ergebnisse nach der Volkszählung 2001 (1307 Einwohner):
| Nach Ethnie: - 76,54 % Slowaken - 21,96 % Magyaren - 0,38 % Tschechen | Nach Konfession: - 88,83 % römisch-katholisch - 5,28 % evangelisch - 3,98 % konfessionslos - 1,76 % keine Angabe |

## Bauwerke
- römisch-katholische Kirche im Barockstil aus dem Jahr 1771
- Landschloss im barock-klassizistischen Stil aus dem Jahr 1772